# Змінний кузов
Змінний кузов (англ. swap body) — змінний вантажний «контейнер», який можна легко та швидко прикріпити до вантажівки. Його можна легко підняти з вантажівки, зазвичай за допомогою встановленого на транспортному засобі механізмі, та встановити на складних ніжках такої ж висоти, що й автомобіль. Змінний кузов можна легко відокремити від транспортного засобу, який його транспортує; пересадка з одного виду транспорту на інший здійснюється відносно швидко самим водієм вантажівки.
Змінні кузови в основному використовуються в інтермодальних вантажних перевезеннях автомобільним і залізничним транспортом, оскільки їх можна переміщати з дороги на залізницю особливо швидко, безпечно та ефективно. На відміну від контейнерів ISO, змінні кузова відкалібровані під розміри європіддонів.

## Історія виникнення змінних кузовів
У сфері вантажних перевезень контейнери з'явилися на початку п'ятдесятих років 20 століття. У той час експедитор Сполучених Штатів Малкольм Маклін почав перевозити вантажі в закритих ящиках, що дозволило швидше здійснювати перевантаження. Його ініціатива прогресувала і породила морські контейнери або контейнери ISO, які використовуються сьогодні та є невід'ємною частиною міжнародні перевезення. У Європі на початку 1950-х років німецька федеральна пошта розпочала з впровадження так званого «контейнера Вебера». Обидві ідеї намагалися знайти спосіб скоротити час, що витрачався на перевантаження товару, і таким чином уникнути тривалого простою використовуваних транспортних засобів.
Змінний кузов з фіксованими розмірами та відкидними ніжками як його характерними особливостями був народжений у 1971 році завдяки німецькій логістична групі «Dachser». Томас Саймон — зять засновника компанії Томаса Дахсера, а потім член правління компанії, в основному відповідальний за розвиток технологій та міжнародного бізнесу —розробив плани стандартизованого транспортного контейнера, який можна було б від'єднати від транспортного засобу та «переставити» на інший транспорт. Згодом до процесу розробки підключилася компанія «Kögel Trailer». Всього за три роки компанія «Dachser» переобладнала весь свій «флот» на новий тип контейнеру. Стандартизація системи змінних кузовів послідувала в 1980 році.
Зараз змінні кузова є частиною системи інтермодальних перевезень. Стандартизація змінного кузова дозволяє поєднувати економічне залізничне перевезення з доступністю вантажного транспорту, який перевозить контейнери, що можна легко переміщати з одного виду транспортування на інший. Ця можливість дозволяє вантажовідправникам обслуговувати віддалені ринки, які недоступні залізницею, але доступні автомобільним транспортом.

## Походження назви
Термін змінний кузов походить від англійського «swap body», де «swap» означає змінний, а «body» у цьому випадку означає кузов. Іншими назвами змінного кузову є «exchangeable container», тобто змінний контейнер, та «interchangeable unit», тобто взаємозамінний блок (пристрій).

## Типи змінних контейнерів
Так як конейнери підпадають під сертифікацію, вони стандартизовані, але кожен з виробників може використовувати під час виробництва різноманітні модулі. Відповідно до умов експлуатації та потреб перевізників найпопулярнішими видами контейнерів є:
1. З рівними стінками
2. З гофрованими стінками
3. З доппельшток системою (для двоярусного завантаження)
4. З різною кількістю рядів полиць
5. Металеві
6. Склопластикові[5]

Також контейнер може бути модифікований як виробником, так і логістичною компанією, що використовує його. Серед таких модифікацій є: додаткові датчики (наприклад GPS), замки, стоянкові стійки, рефрежираторні системи та інше.

## Галерея

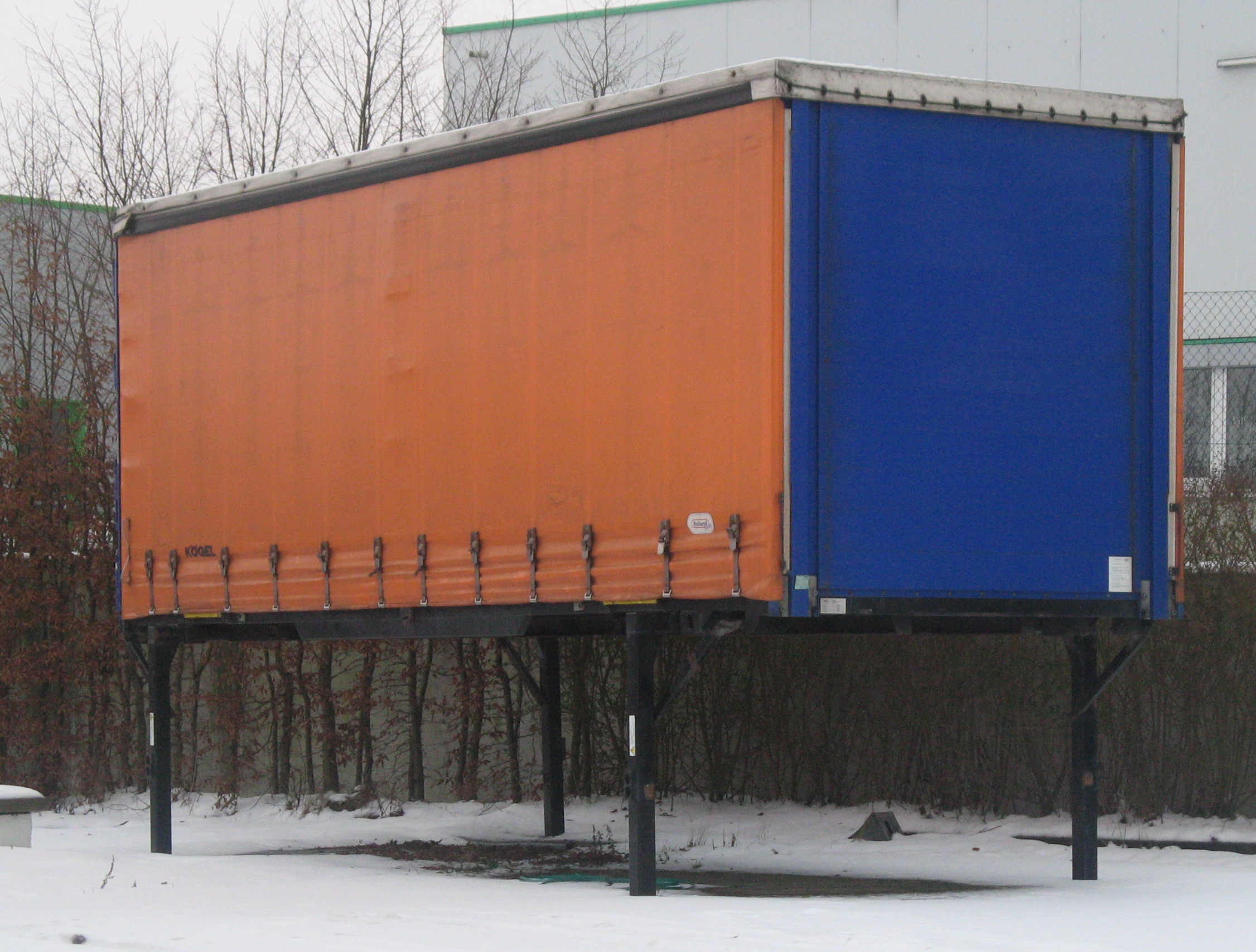
Зйомний кузов класу A
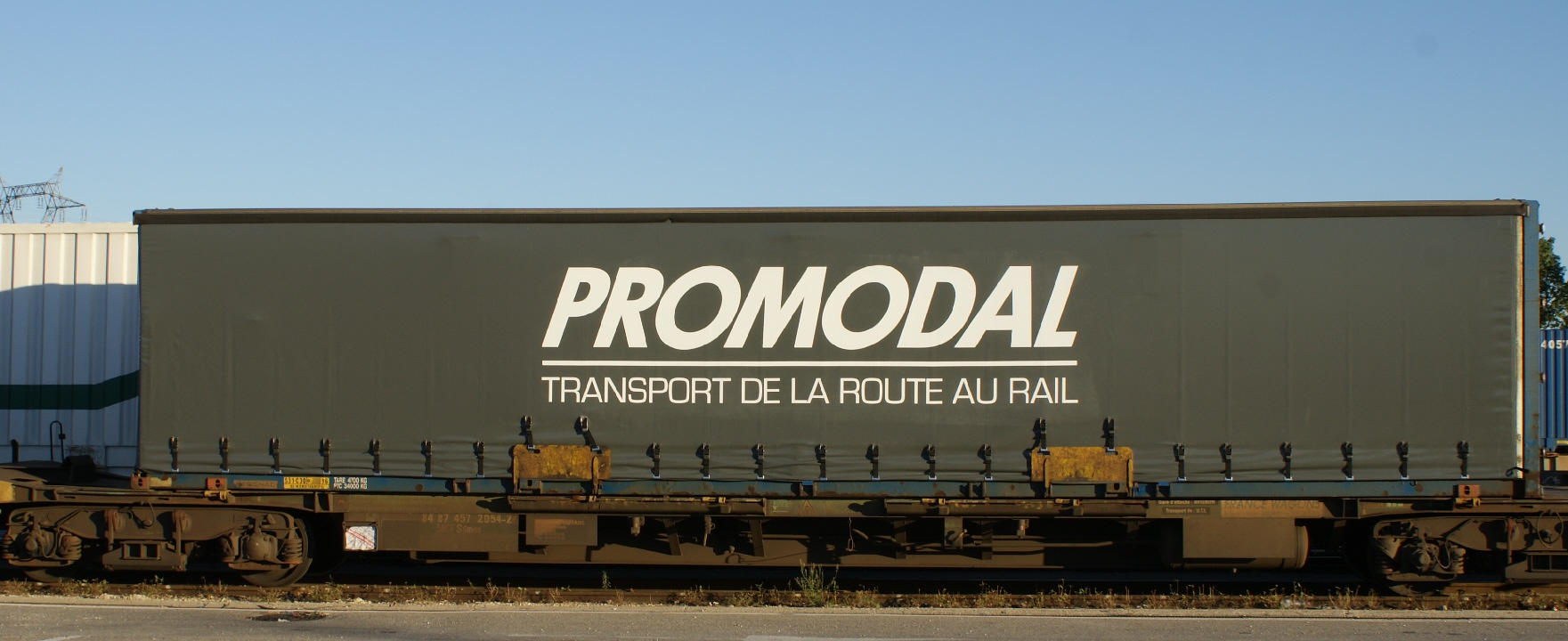
Зйомний кузов класу C
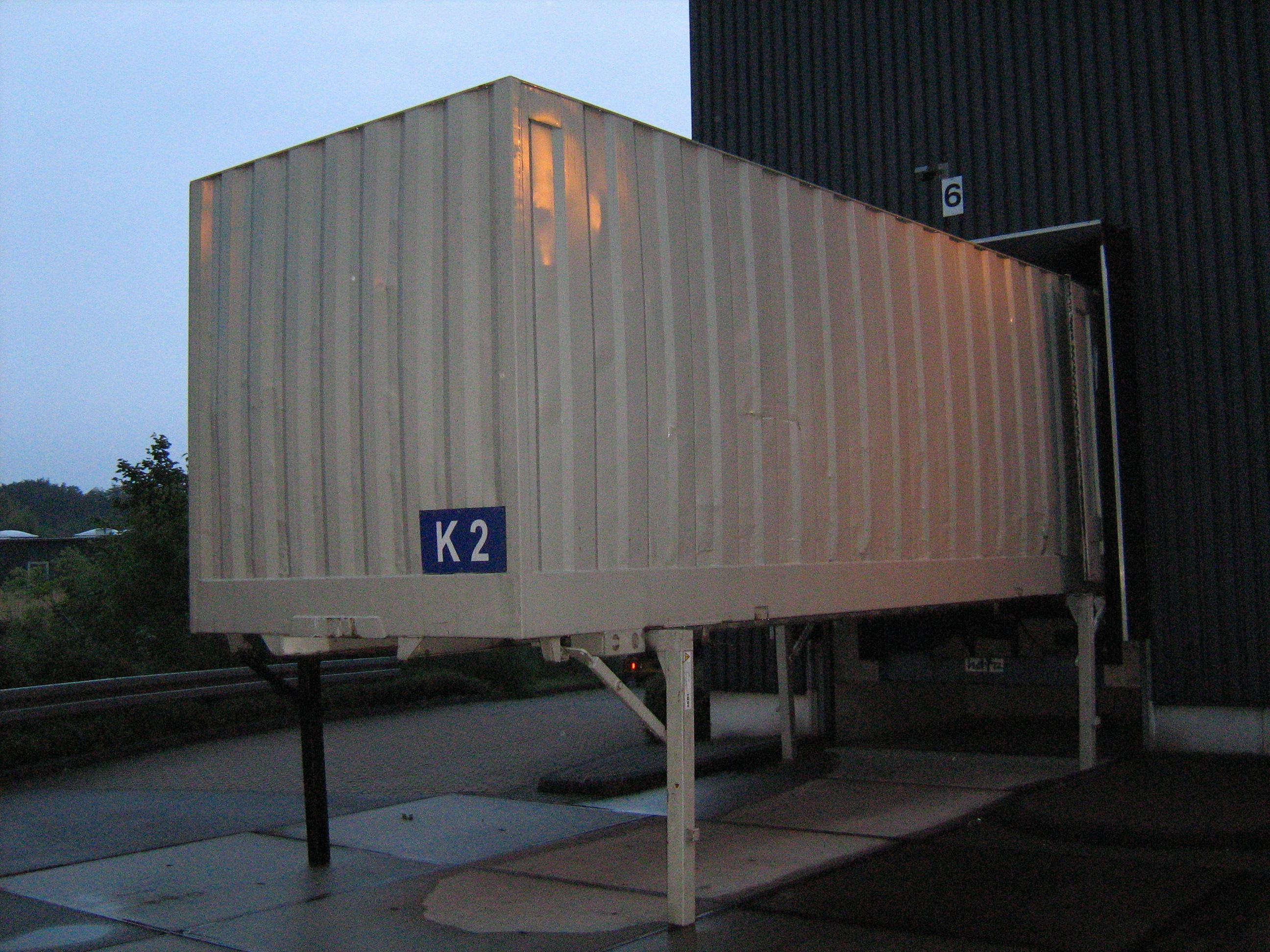
Кузов на стоянці
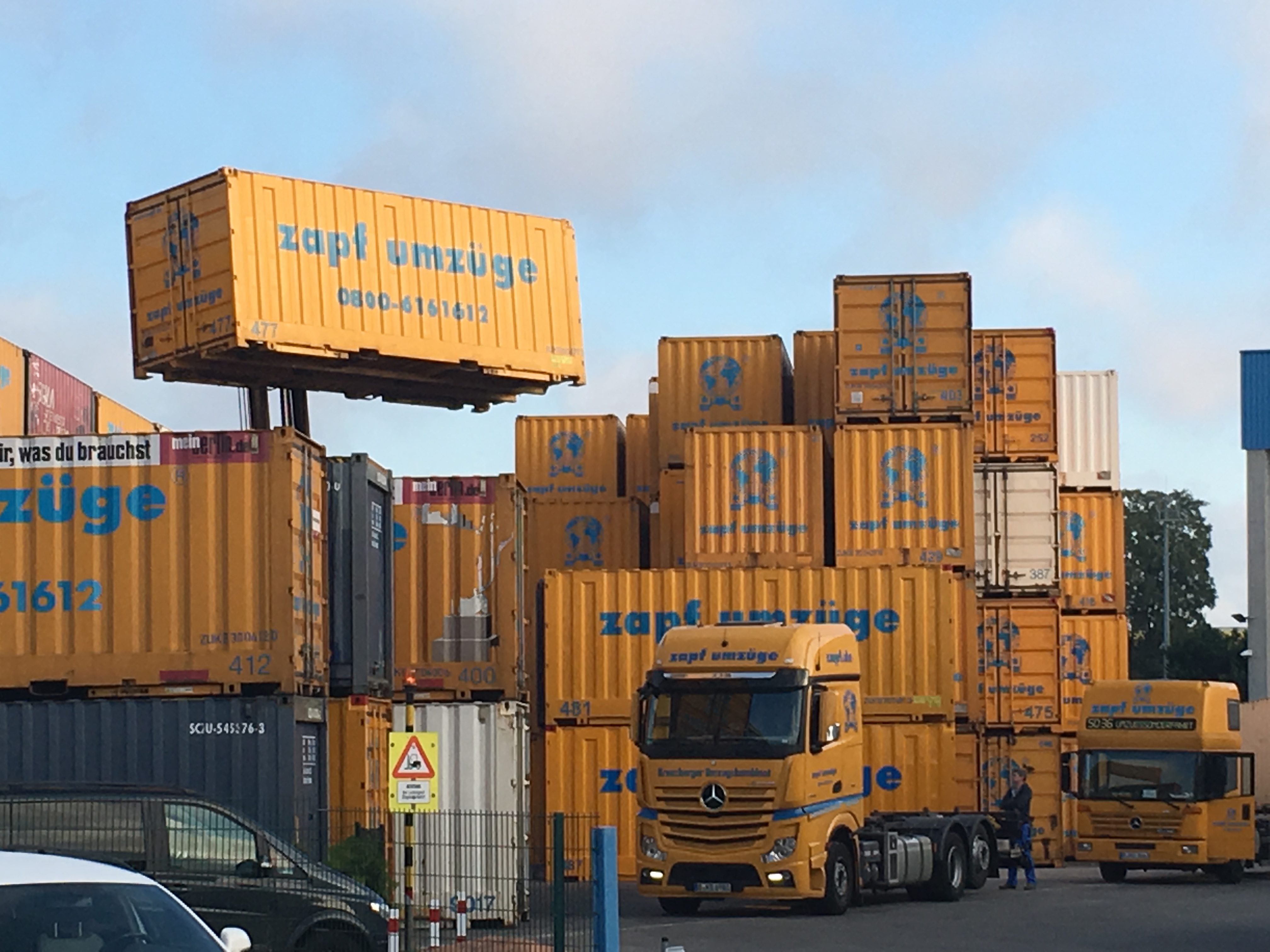
Змінні кузови у логістичному вузлі Берліна